# Stoignew
Stoignew, anche conosciuto come Stoinnegui, Stoinneguum, Stoingneum, Stoinneguus, Ztoignavo, Stoignef, Stoinef (... – 16 ottobre 955) è stato un sovrano obodrita, che fu Samtherrscher della federazione obodrita fino al 955 quando fu ucciso nella battaglia del Raxa.

## Biografia
Le principali fonti storiche su Stoignew sono la Rerum gestarum Saxonicarum di Vitichindo di Corvey e la Chronicon di Tietmaro di Merseburgo.
Stoignew fu sovrano degli Obodriti e co-regnante insieme al fratello Nakon. Essi furono i fondatori della dinastia dei Naconidi che regnò sugli Obodriti fino al 1127. Stoignew fu alla testa delle truppe obodrite e dei loro alleati slavi nella battaglia del Raxa, in cui combatté contro le truppe di Ottone I di Sassonia, restando ucciso. Secondo le fonti storiche Stoignew fu decapitato, anche se non tutte le fonti sono concordi sulle circostanze in cui questo avvenne: secondo Vitichindo, fu ucciso da un certo Hosed, il quale lo intercettò in un bosco assieme a due suoi uomini; al principe venne tagliata la testa e portata al sovrano e, per questo, Hosed divenne celebre e fu ricompensato con il reddito di venti mansuum. Attorno alla testa del principe ucciso, il giorno dopo, vennero decapitati settecento prigionieri e il suo consigliere furono strappati gli occhi e la lingua, venne poi abbandonato da solo in mezzo ai cadaveri dei compagni uccisi.